# Chinois (nation)
Pour les articles homonymes, voir Chinois.
Les Chinois [ ʃinwa] sont les citoyens de la Chine, indépendamment de leur appartenance ethnique. 
Au début du XXIe siècle, avant que la population indienne la détrône en première place en 2023, la population chinoise est la plus élevée du monde, sachant que l'ethnie Han représente environ 92 % des Chinois ; le reste de la population se compose de 55 différentes ethnies minoritaires.

## Définition
Le terme Chinois désigne les habitants de la Chine depuis au minimum 1605.
Quand il est question de tous les citoyens de la Chine, utiliser les dénominations « peuple chinois » et « population chinoise » est ambigu car le mot « Chinois » est l'équivalent de « Han », qui est l'ethnie majoritaire en Chine au début du XXIe siècle. De plus, un grand nombre de dictionnaires chinois pré- et post-communistes indiquent que « Chine » signifie la « nationalité han ».
Depuis au minimum le XXe siècle, la compréhension occidentale du mot « chinois » suggère la confusion entre la citoyenneté d'un habitant en Chine et l'appartenance ethnique et culturelle à l'ethnie majoritaire en Chine qui est Han.